# Matienzo
Matienzo är en ort i Spanien.   Den ligger i provinsen Provincia de Cantabria och regionen Kantabrien, i den norra delen av landet, 300 km norr om huvudstaden Madrid. Matienzo ligger 160 meter över havet och antalet invånare är 293.
Terrängen runt Matienzo är kuperad åt nordost, men åt sydväst är den bergig. Runt Matienzo är det mycket glesbefolkat, med 7 invånare per kvadratkilometer. Närmaste större samhälle är Laredo, 17,2 km nordost om Matienzo. I omgivningarna runt Matienzo växer i huvudsak blandskog.